# Termómetro de infrarrojos
Un  termómetro de infrarrojos,  pirómetro de infrarrojos, termómetro sin contacto o  termómetro de radiación (término que ilustra su capacidad para medir la temperatura a distancia), es un medidor de temperatura de una porción de superficie de un objeto a partir de la emisión de luz del tipo  cuerpo negro que  produce. A este tipo de termómetro a veces se le denomina erróneamente  termómetro láser, ya que suele utilizar la asistencia de un láser, aunque es simplemente para apuntar mejor hacia el lugar de medición (como en ciertas miras de rifles), no para hacer la medida.
Se utiliza el término "pirómetro de infrarrojos(pirómetro)" para expresar la diferencia con un termómetro de contacto clásico ya que mide la radiación térmica y no la temperatura en sí. Al conocer la cantidad de energía emitida por un objeto, y su emisividad, se puede determinar su temperatura.
En términos generales, el método comprende la medición de la energía de luz (que se encuentra en la banda IR) con un detector que lo convierte en una señal eléctrica. Este método permite medir la temperatura de forma remota, a diferencia de otros tipos de termómetros como los termopares que necesitan estar en contacto con el elemento del que se está midiendo la temperatura. Por lo tanto, es posible medir la temperatura si el objeto se está moviendo, si está rodeado por un campo electromagnético, o si se coloca en el vacío, etcétera.

## Calibración

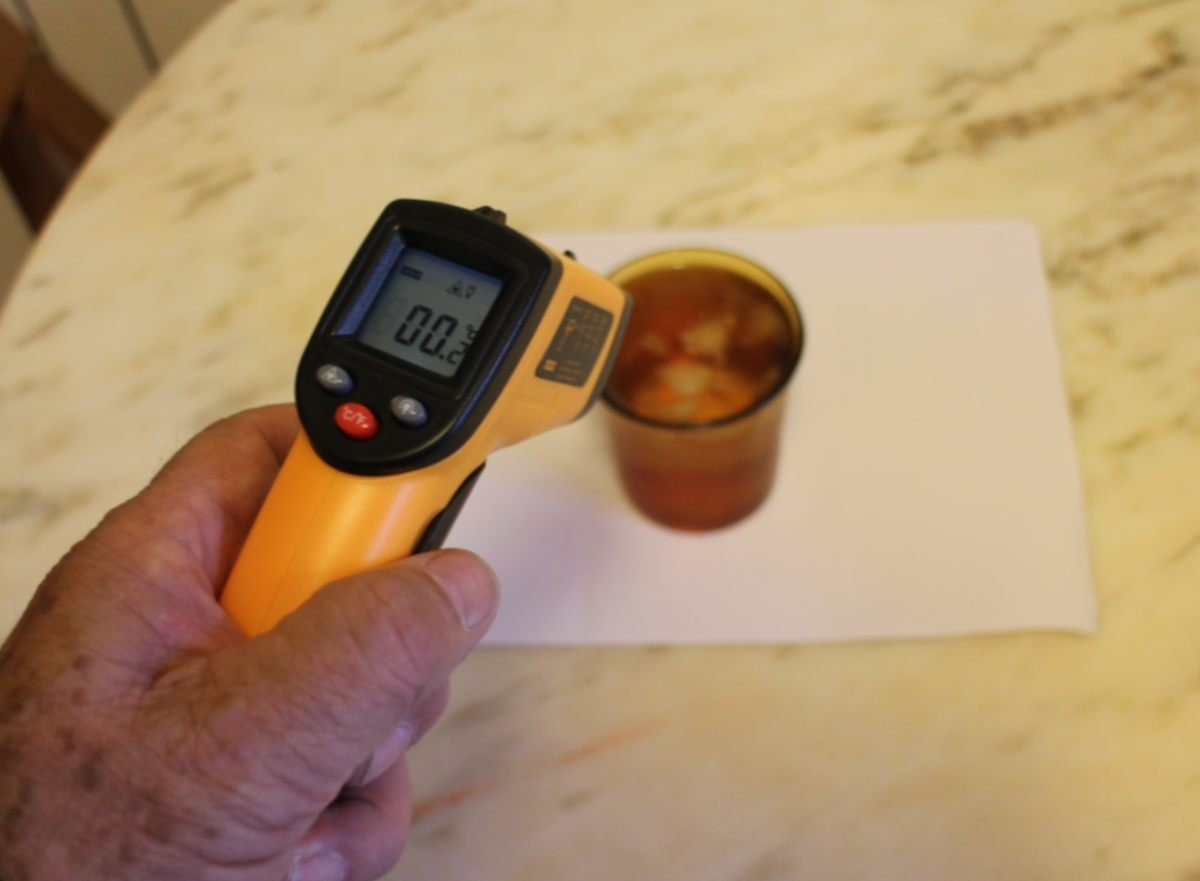
Calibración de un termómetro IR utilizando la superficie de un cubito de hielo en fusión como punto de medición.

Este método de medición puede proporcionar datos muy precisos, sin embargo se debe calibrar bien, ya que la radiación medida depende de muchos parámetros: emisividad del objeto, uniformidad de la fuente, geometría del dispositivo...
Para la calibración de un termómetro IR se puede utilizar como punto de medición, la superficie de un cubito de hielo en fusión dentro de un vaso de agua. (ver fotografía)
Hay que tener en cuenta también que la medición por infrarrojos (IR) es una medida óptica  , por ese motivo:
- La lente de la cámara debe estar bien limpia;
- El campo de medición debe estar libre de cualquier interferencia: sin polvo ni humedad, ni vapor o gas extraños.

La medición por IR es una medición de superficie por lo tanto:
- Si hay presencia de polvo o bien óxido en la superficie del objeto a medir, la medición se realiza sobre estas partículas;
- Si el valor parece dudoso, hay que usar en paralelo un termómetro de contacto clásico. Este último puede estar equipado con una sonda de inmersión o penetración (para mediciones en alimentos congelados).

## Aplicaciones
Estos termómetros se pueden utilizar para muchas aplicaciones tales como:
- Control de productos alimenticios envasados al vacío, siempre que no se realicen mediciones en las bolsas de aire;[1]
- Control de la temperatura de un horno u otros equipos;
- Comprobación de equipos mecánicos o de circuitos eléctricos (por ejemplo: de los armarios de control);
- Detección de puntos calientes en los incendios;
- Control con precisión del cambio de temperatura de los materiales (calentamiento o enfriamiento);
- Detección de nubes para telescopios.

Aplicaciones Médicas:
- Con la reciente pandemia del Covid-19 este tipo de termómetro se han hecho muy populares para el despistaje de los pacientes con fiebre de una forma rápida.

- Uso en el hogar, sobre todo para tomar la temperatura a los bebés de forma rápida cuando se sospecha fiebre.